# Tricholaena
Megaloprotachne és un gènere de plantes de la família de les poàcies, ordre de les poals, subclasse de les commelínides, classe de les liliòpsides, divisió dels magnoliofitins.

## Taxonomia
- Tricholaena abbreviata
- Tricholaena amethystea
- Tricholaena arenaria
- Tricholaena atropurpurea
- Tricholaena bellespicata